# Comités communaux feux de forêts - Réserves communales de sécurité civile
 (août 2018).
 (juillet 2024).

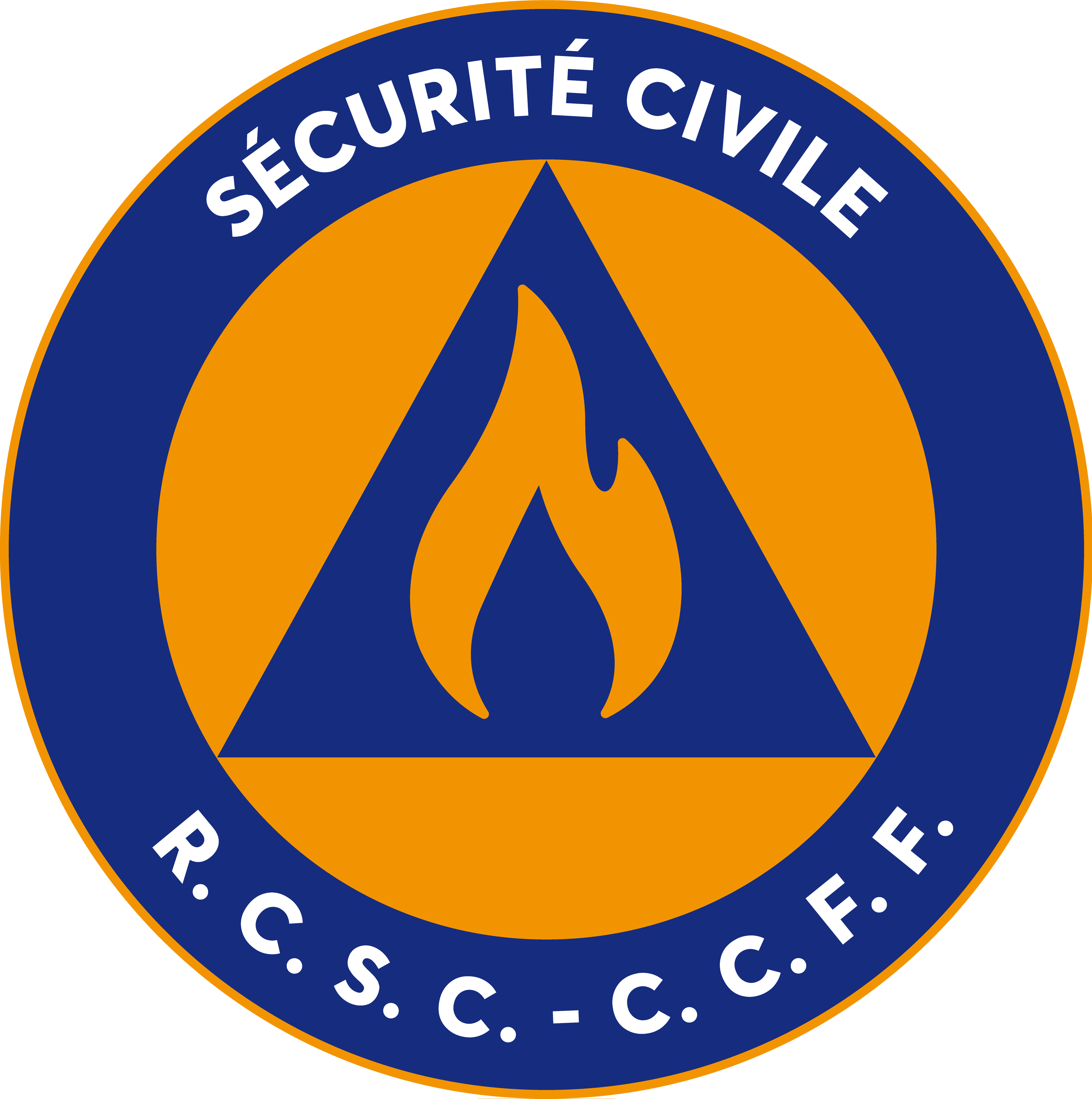
Exemple de signe logo distinctif de CCFF au sein d'une réserve communale de sécurité civile

Les comités communaux feux de forêts (CCFF) sont, dans le sud de la France, des groupes de bénévoles qui se rassemblent sous l'autorité du maire, unis par l'intérêt qu'ils portent à la protection de la forêt et de leur environnement.

## Objectifs
Les Comités communaux feux de forêts développent et entretiennent dans la population, estivante ou permanente, la connaissance et le respect de la forêt. Les CCFF apportent surtout leur concours aux services de secours et à ceux chargés de la forêt notamment en matière d'alerte, d'information, de guidage, de gestion et de soutien logistique. Pour ce faire, ils surveillent tout au long de l'année les massifs forestiers de leur commune de rattachement contre les incendies, en patrouille véhiculée, ou dans un poste de surveillance, dit vigie. Ces comités peuvent alors donner l'alerte aux autorités compétentes, le plus souvent par radio et participent à leur niveau à la chaîne de secours. Il convient de ne pas confondre les CCFF avec les sapeurs-pompiers auxquels ces premiers apportent leur aide. À noter que certains comités disposent de véhicules porteurs d'eau afin d'intervenir, sur ordre de leur autorité, auprès de petits départs de feu (généralement <100m²). Le CCFF a également des missions de Sécurité civile (inondations, neige, sinistre majeurs) et il revient à chaque maire de décider de créer une Réserve communale de Sécurité civile (RCSC), qui permet de mutualiser les moyens et d'avoir des attributions plus larges en matière de Sécurité civile. Beaucoup de communes en sont de fait pourvues et ces organes couplés deviennent alors des CCFF-RCSC. Cependant, de plus en plus de RCSC voient le jour en dehors de la Zone Sud pour faire face aux risques majeurs auxquels certaines régions peuvent être confrontées.

## Fondements légaux
Si des structures de bénévoles (ils ne peuvent, à ce titre, prétendre à une rémunération) agissant pour la préservation des massifs forestiers et la prévention des risques majeurs existaient déjà localement, c'est une circulaire du ministère de l'Intérieur datant de 1984 qui permet à la zone sud d'uniformiser les missions et les moyens de ses comités. Mais c'est véritablement la loi de modernisation de la Sécurité civile du 13 août 2004, portée par Nicolas Sarkozy, ministre de l'Intérieur de l'époque, qui est à l'origine des RCSC et ultérieurement des CCFF, tels qu'ils sont connus aujourd'hui. 
En effet, les articles L.1424-8-1 à L-1424-8-8 du Code général des collectivités territoriales (CGCT) ont créé les Réserves communales de Sécurité civile, qui ont pour but d'apporter un soutien et une assistance aux populations. Elle est bénévole, facultative, placée sous la seule autorité du maire et est chargée d'assister celui-ci durant les moments de crises. La loi insiste sur la liberté qu'elle laisse aux maires de donner diverses orientations à sa réserve communale, dans le cadre de ses pouvoirs communaux, notamment de police. Ainsi, l'objectif n'est pas de substituer ou de concurrencer les services publics nationaux, régionaux et départementaux de secours et d'urgence. Les RCSC ont également fait l'objet d'une circulaire du 12 août 2005. 
Ces différents textes, auxquels sont ajoutées au niveau départemental des circulaires préfectorales, offrent un statut juridique inédit aux Comités communaux feux de forêts, qui sont désormais reconnus légalement et ont la possibilité d'être inclus au dispositif de réserve communale, en tant que cellule Feux de Forêts de celle-ci. Ses bénévoles sont alors assimilés à des collaborateurs occasionnels du service public avec toutes les protections que cela assure, au regard des risques parfois encourus par les CCFF-RCSC.
Il revient alors au maire de chaque commune de créer, à la suite de la délibération du Conseil municipal, une Réserve communale de Sécurité civile, auquel il pourra implémenter une cellule Feux de Forêts, ou alors un Comité communal feux de forêts seul. Dans tous les cas, un arrêté municipal devra en préciser les attributions et le fonctionnement.
Concernant les CCFF-RCSC, les réservistes sont assimilés à des collaborateurs occasionnels du service public. De ce fait, ils sont assurés dans le cadre de leurs missions.

## Missions et attributions générales

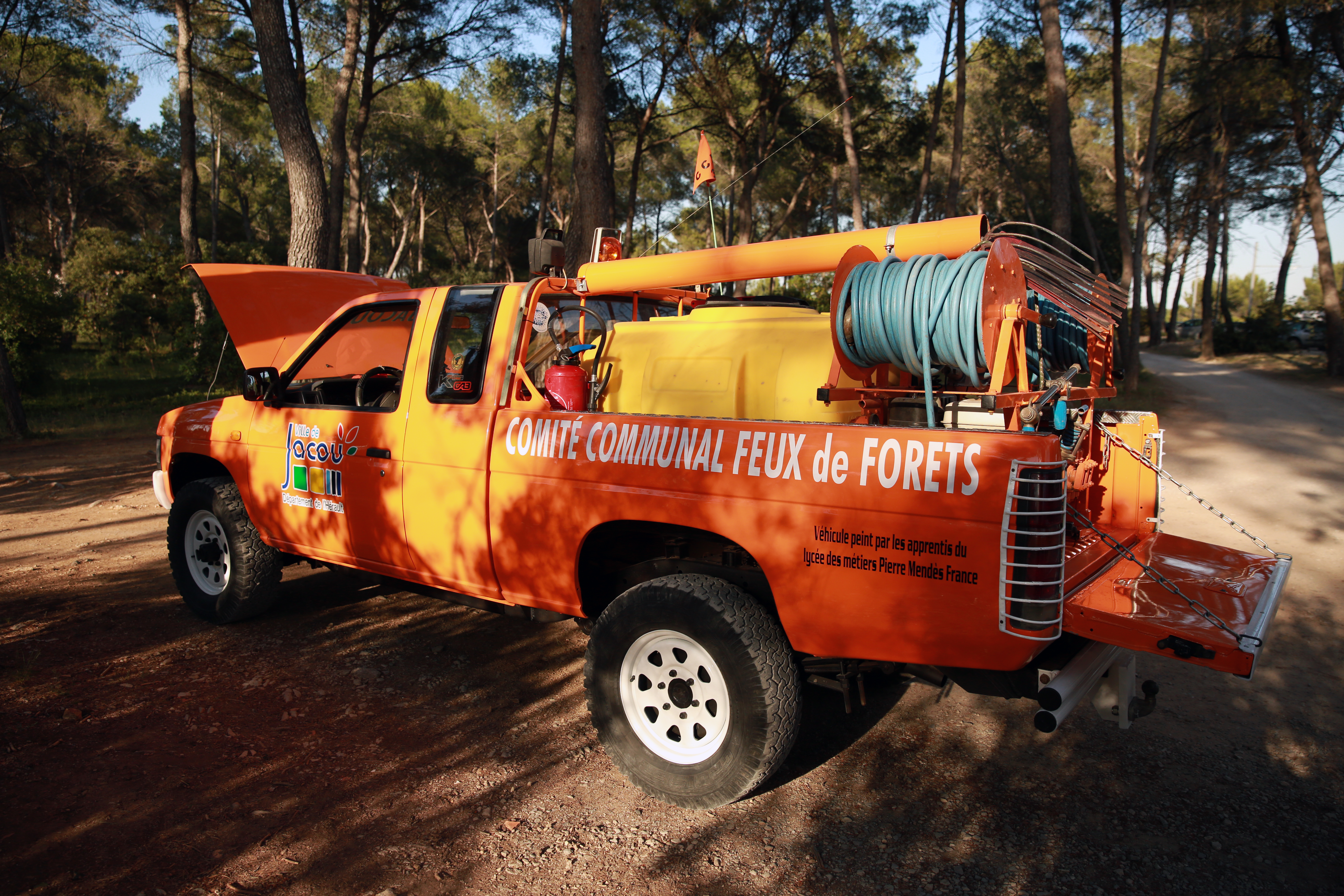
Véhicule du CCFF de Jacou.

La mission d'un CCFF et plus largement d'une RCSC, est d'apporter son concours au maire en matière :
- d'information et de préparation de la population face aux risques encourus par la commune
- de soutien et d'assistance aux populations en cas de sinistres
- d'appui aux interventions des services concourant à la Sécurité civile

Les Comités communaux feux de forêts concourent non pas à la lutte opérationnelle dévolue aux sapeurs-pompiers mais à la prévention des incendies de forêts. Ces missions sont plus restreintes encore concernant la Région Nouvelle-Aquitaine et une partie du Languedoc-Roussillon (ASA de DFCI).

### Les missions «Feux de forêts»
Elles sont dévolues aux CCFF et à la cellule « Feux de forêts » des RCSC.
- Les vigies : ces points de surveillance armés par des guetteurs bénévoles ne se trouvent pas au sein de toutes les communes mais sont primordiaux. Ils viennent ainsi renforcer le maillage des sapeurs-pompiers et sont complémentaires. Tous les jours de la saison estivale, les bénévoles CCFF se mobilisent pour alerter, localiser et reconnaître d'éventuelles fumées suspectes en relation étroite avec le Service d'Incendie et de Secours (SDIS) du département concerné.
- Les patrouilles : les patrouilles sont des moyens véhiculés de surveillance, d'alerte, de dissuasion et de prévention. Tous les jours en période estivale, ces 4x4 orange du CCFF, porteurs d'eau ou non, sillonnent le territoire communal afin d'informer la population sur les risques incendie et la réglementation en vigueur. Ils arpentent les massifs, alertent, dissuadent. Si la commune possède une vigie, la patrouille est à la disposition de celle-ci pour être éventuellement dépêchée sur un lieu de sinistre.
- Le guidage de groupes d'intervention : c'est un axe majeur de l'action des comités auprès des sapeurs-pompiers. Lors d'un feu qui nécessite le déploiement urgent de dispositifs, le rôle prépondérant des CCFF est d'accueillir les pompiers et leurs moyens afin de les guider au plus près du sinistre. Il est alors inévitable pour les bénévoles d'avoir une connaissance parfaite de leur commune et des pistes DFCI (Défense de la Forêt Contre les Incendies) à emprunter. L'équipe CCFF-RCSC se tient alors à disposition du COS (Commandant des Opérations de Secours). Elle peut être amenée à effectuer des missions selon les besoins sur place.
- Les missions logistiques : durant l'intervention des sapeurs-pompiers, les CCFF peuvent être mobilisés sur des missions de transport logistique, de nourriture et d'eau notamment. C'est un pan important du dispositif qui permet aux soldats du feu de se recentrer sur leur cœur de métier.
- L'aide au noyage : il peut être fréquent que les véhicules orange porteurs d'eau se rendent disponibles dans leur commune, après le passage d'un feu, pour aider en matière de surveillance et d'extinction des fumerolles et autres flammèches. Les comité permettent ainsi à des moyens spécialisés de se libérer sur d'autres théâtres urgents d'opération.
- L'intervention sur feux naissants : il s'agit d'intervention très encadrées, réalisées sur des feux au stade initial qui n'ont pas encore atteint la strate haute de la végétation et pour lesquels la puissance hydraulique des véhicules 4x4 porteurs d'eau (600 litres) est suffisante. Les feux sont généralement (selon la réglementation en vigueur dans le département concerné) de moins de 100 m2. Il convient de rappeler que les CCFF ne sont pas pompiers. Ils ne doivent pas se mettre en danger lors de leurs missions (le moins possible) et aviser leur autorité hiérarchique. La lutte n'est pas leur priorité. Par ailleurs, il existe des CCFF qui ne sont pas dotés de moyens dits de première intervention.
- L'entretien et la signalisation des pistes incendie : certains CCFF sont chargés de l'entretien et du débroussaillement des pistes d'accès au massifs et aussi de la signalisation DFCI qui indique lesdites pistes à travers la commune. Ils inventorient également les défaillances des différents ouvrages, infrastructures et équipements forestiers. À noter que ces attributions sont susceptibles de varier localement.
- La surveillance des citernes incendie : certains CCFF sont chargés de surveiller, lors des patrouilles quotidiennes durant l'été, de vérifier les niveaux d'eau dans les citernes incendie et de prévenir les pompiers le cas échéant qui viendront remplir les réservoirs pour que le moment venu, l'équipement soit opérationnel.
- Visites débroussaillement : il incombe à des CCFF couvrant de petites communes, d'aller faire des visites chez les particuliers afin de leur expliquer la réglementation en vigueur concernant le débroussaillement obligatoire autour de sa maison, et de les accompagner dans leurs démarches.

### Missions de Sécurité civile

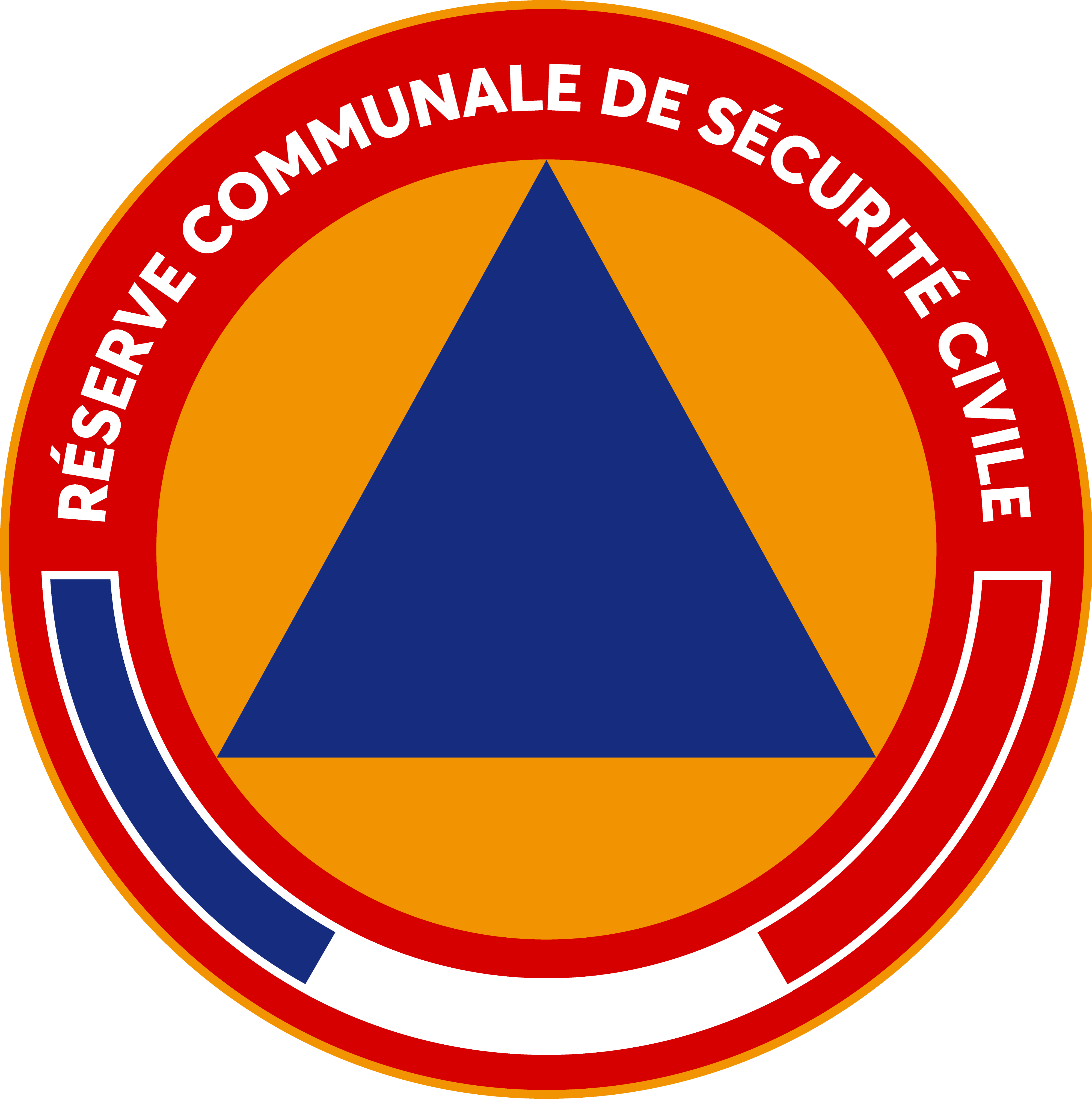
Exemple de signe logo distinctif de réserve communale de sécurité civile

Elles sont dévolues aux RCSC et à certains CCFF dans le cadre de leurs missions,.
- L'intervention sur les risques majeurs : lors des importantes inondations depuis une vingtaine d'années, les CCFF (et CCPR) ainsi que les RCSC (et RISC) ont été amenés à intervenir successivement dans l'Aude, dans le Gard, le Vaucluse, le Var ou encore dans les Alpes-Maritimes. Sous l'autorité de leur maire et du préfet de région, les différents comités et réserves communaux ont pu étendre leur rayon d'action pour venir en aide aux sinistrés des régions voisines. Il s'agit d'effectuer diverses actions de pompage de l'eau dans les habitations, de logistique, d'hébergement d'urgence, sans oublier de soutien moral. Certains comités et réserves sont spécialisés dans l'intervention sur d'autres risques majeurs, suivant ceux qui sont susceptibles d'affecter telle ou telle municipalité. Par exemple, dans certaines communes Haut-Var, les CCFF-RCSC peuvent intervenir sur des routes enneigés pour les déneiger avec des lames amovibles sur leurs véhicules.
- Les événements climatiques majeurs : Certains comités et réserves sont spécialisés dans l'intervention sur d'autres risques majeurs, suivant ceux qui sont susceptibles d'affecter telle ou telle municipalité. C'est ce que prévoit le PCS (Plan Communal de Sauvegarde), document obligatoire pour toutes les communes où sont inscrites les procédures en cas de risques majeurs (naturels ou industriels). Par exemple, dans certaines communes Haut-Var où les risques de chute de neige sont parfois importants, les CCFF-RCSC peuvent intervenir sur des axes enneigés pour les déneiger avec des lames amovibles sur leurs véhicules. Les réserves et comités sont d'une manière générale amenés à effectuer des reconnaissances véhiculées (transmission de l'accessibilité des axes routiers après intempéries) ou encore à désencombrer les voies en l'attente des services techniques (couper des branches entravant la circulation, etc.). Ils peuvent aussi ravitailler des habitations isolées.
- Surveillance incendie lors d'événements communaux : les CCFF-RCSC peuvent participer à des événements de la ville (feux d'artifice, concerts, manifestations diverses, etc.) qui sont particulièrement à risque afin d'assurer la sécurité incendie avec des véhicules porteurs d'eau.
- Actions ponctuelles de solidarité : certains CCFF et des RCSC peuvent être amenés à participer à des manifestations citoyennes à visée solidaire, telles que des collectes de produits de première nécessité, de vêtements, ou encore le Téléthon.
- Information et sensibilisation des populations et des écoliers : pour que les comportements dangereux soient évités et que les enfants soient éveillés à la protection de leur environnement dès le plus jeune âge, les CCFF-RCSC mettent en place (en plus de l'information habituelle à la population durant les patrouilles) diverses actions de sensibilisation dans les écoles primaires (placées sous l'autorité communale), mais aussi sur les marchés, dans des forums d'associations et dans des réunions de quartier.
- Missions de représentation : certains CCFF-RCSC sont amenés à organiser des journées portes ouvertes, à participer à de grandes manifestations. Ils peuvent être conviés à des défiles, celui du 14 juillet par exemple[9].

## Accès, formations et disponibilités

### Accès
Les recrutements au CCFF/RCSC sont généralement ouverts à tous dès l'âge de 16, 17, ou 18 ans, selon les départements. Il n'y a pas de limite d'âge mais certaines mairies peuvent imposer une visite médicale pour s'inscrire.
D'autre part, il convient d'être en bonne condition physique afin de remplir les missions de Sécurité civile (comme l'aide aux sinistrés) et de prévention des feux de forêts (patrouille, déroulé et enroulé de tuyau).

### Formations
Les formations sont vastes et diversifiées. Elles touchent à de nombreux domaines comme : 
- la cartographie : afin de pouvoir se repérer dans un espace plan
- la radio : afin de pouvoir communiquer et donner l'alerte de façon efficiente
- l'écosystème : afin de connaître l'environnement dans lequel on évolue
- la conduite 4x4 : afin de conduire des patrouilles véhiculées, même sur des terrains escarpés.

### Disponibilités
Les principales missions du CCFF se déroulent l'été avec la saison des feux de forêts. Toutefois, certaines vacations de Sécurité civile, peuvent se dérouler hors-saison.
La durée d'une vacation est d'une après-midi et certains comités imposent un minimum de 5 après-midi durant l'ensemble de la saison estivale (patrouille et vigie).
Les CCFF/RCSC comptent donc de plus en plus d'actifs, qui y trouvent la satisfaction du bénévolat, tout en accommodant les missions avec l'emploi du temps.

## Organisation des CCFF, CCPR, RCSC & RISC
Il existe différentes dénominations pour ces réserves et comités communaux, à travers la France et selon les régions.
- RCSC : il s'agit de la Réserve Communale de Sécurité Civile. Elle a pour but de rassembler des bénévoles œuvrant pour la prévention des risques majeurs, dans le cadre des pouvoirs communaux du maire et sous son autorité. La RCSC peut abriter un CCFF qui deviendra alors la cellule Feux de forêts de la première.
- RISC : elle poursuit le même but que la RCSC. Elle regroupe seulement plusieurs communes. Il s'agit de la Réserve Intercommunale de Sécurité Civile. Elle peut abriter un CCFF selon les mêmes conditions.
- CCFF : il s'agit du Comité Communal Feux de Forêts. Il a pour but de rassembler des bénévoles œuvrant pour la prévention des incendies en milieu forestier et la préservation de la forêt, dans le cadre des pouvoirs communaux du maire et sous son autorité. Il peut être implémenté ou non à une RCSC ou à une RISC.
- CCPR : il s'agit du Comité Communal de Prévention des Risques. Il a pour but de rassembler des bénévoles œuvrant pour la prévention des incendies en milieu forestier et la préservation de la forêt, mais au delà de tous les risques notamment industriels pouvant affecter la commune, dans le cadre des pouvoirs communaux du maire et sous son autorité. Il est à noter que c'est un modèle que l'on retrouve peu, adopté exclusivement dans les Bouches-du-Rhône. Le CCPR jouit des prérogatives communales propres à une RCSC/RISC mais n'a pas le statut juridique, parfois contraignant (achat de nouvelles tenues, etc.) de celles-ci.

## Les organismes de bénévoles à travers la France
Les différents CCFF et RCSC locaux ont le choix d'adhérer à l'année à une association départementale (notamment pour le Var, les Bouches-du-Rhône, le Vaucluse, les Alpes-Maritimes, l'Aude, l'Hérault, etc.) qui centralise les différents moyens des RCSC et CCFF sur le terrain (mise en place de réseaux radios, subventions facilitées, uniformisation des tenues, suivi des patrouilles et vigies sur le terrain, etc.). De fait, la majorité des CCFF-RCSC de la Zone Sud-Est et de l'Hérault sont adhérents à ces associations.
La situation est différente pour les ASA de DFCI, présentes en Nouvelle-Aquitaine et dans certains départements de la région Occitanie. En outre, ces structures n'ont pas les mêmes missions.
Bien que certaines associations (Zone Sud-Est et Hérault) soient reconnues d'utilité départementale ou régionale, elles ne peuvent pas l'être au niveau national car celles-ci ne sont pas fédérées à cette échelle, les bassins de concentrations des CCFF-RCSC étant spécifiques, départementaux et régionaux. Chaque association reste donc distincte.
Par leurs missions de Sécurité civile et surtout celles de prévention des feux de forêts estivaux, les CCFF bénéficient d'une exposition médiatique nationale de plus en plus importante, notamment pendant la saison estivale.

### ADCCFFRCSC Var

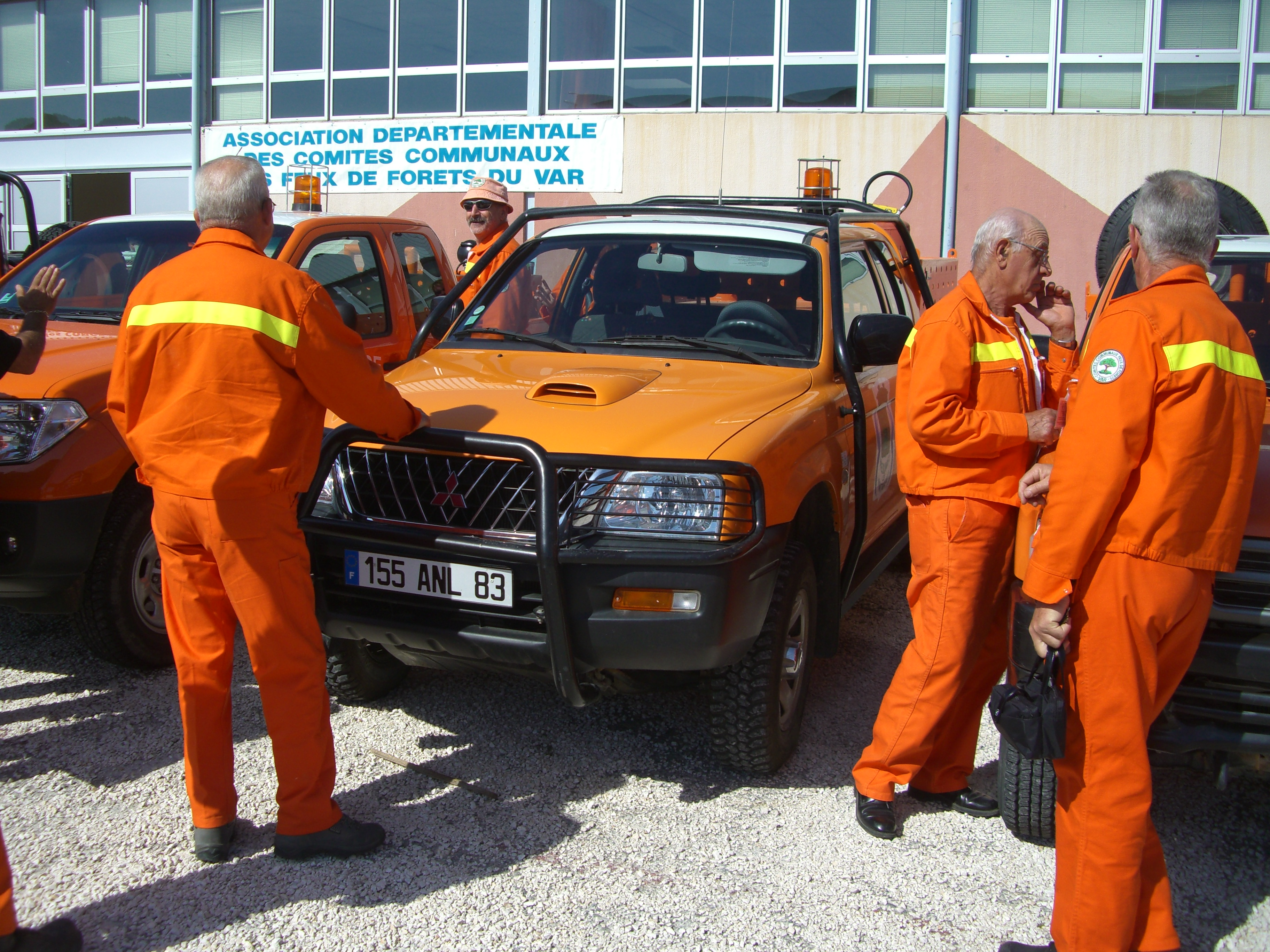
Bénévoles devant des véhicules de patrouille lors de l'assemblée générale des CCFF du Var en 2007.

L'ADCCFF83 (parfois ADCCFFRCSC 83) désigne l'Association Départementale des Comités Communaux Feux de Forêts (Réserves Communales de Sécurité Civile) du Var. Il s'agit du regroupement de réserves et comités communaux le plus puissant et le plus actif avec pas moins d'environ 4 500 bénévoles en 2016 répartis dans 142 structures. C'est le maillage le plus important de la Zone Sud.
L'association met à disposition de ses communes adhérentes un réseau radio interne dénommé VARorange. Les alertes concernant les fumées se font via un réseau spécial.
Elle développe également des formations départementales, constamment re-actualisées :
- De Base : connaissances générales, théoriques, pratiques, organisation, réglementation, flore & écosystème, enquêtes judiciaires
- Responsable : pour prendre la direction d'un CCFF/RCSC
- 4x4 : pour se perfectionner dans la conduite d'un 4x4 porteur d'eau et dans l'utilisation d'outils annexes (motopompe).

À noter que chaque CCFF tend vers l'établissement de ses propres formations internes, au sein de chaque commune
Durant la saison 2016, près de 4 000 patrouilles et de 500 vigies ont été assurées.
L'ADCCFF 83 tisse des partenariats institutionnels avec de nombreux acteurs : SDIS83, mairies, ONF, DDTM, Conseils départemental et régional, etc. Ce qui lui vaut de bénéficier de soutiens stables pour son développement et d'être reconnue d'utilité publique par la Région et le Département.
Tout le monde peut postuler, à partir de 16 ans et sans limite d'âge (selon les municipalités, des tests médicaux peuvent être obligatoires).
Les membres sont tenus au devoir du réserve.

#### Organisation
Les maires des communes sont présidents de droit des CCFF-RCSC placé sous leur autorité. Il désigne le président délégué, qui est chargé de piloter le CCFF-RCSC avec ses adjoints. Généralement, les responsables, bien que polyvalents, gèrent une branche : planning, véhicules, formation…
Le président délégué et ses adjoints sont responsables de la formation de leurs bénévoles. Les bénévoles étaient auparavant spécialisés (Logistique, Guidage ou Alerte). Ils sont maintenant polyvalents et peuvent être employés sur toutes les missions.

### ADCCFF Bouches-du-Rhône
L'ADCCFF13 désigne l'Association Départementale des Comités Communaux Feux de Forêts (Réserves Communales de Sécurité civile) des Bouches-du-Rhône. Il s'agit du deuxième regroupement de réserves et comités communaux le plus puissant et le plus actif derrière le Var avec environ 3 000 bénévoles répartis dans 82 CCFF.
L'association propose de nombreuses formations aux bénévoles dont la validation est obligatoire pour pouvoir prétendre aux niveaux supérieurs.

#### Organisation
Les C.C.F.F. des Bouches-du-Rhône se composent en règle générale d'un groupe de responsables et de trois équipes.
- Le groupe responsable (R) : composé d'un responsable et d'un adjoint (nommés par le maire, après consultation des membres), il est chargé de piloter le CCFF et est en relation avec les divers acteurs concernés : sapeurs-pompiers, services forestiers.
- L'équipe de surveillance et d'alerte (A) : elle est chargée de prévenir les feux de forêts. Celle-ci peut mettre en place des moyens de guet et de patrouilles véhiculées, quand la situation le nécessite et sur réquisition des autorités compétentes.
- L'équipe de guidage (G) : elle se tient à disposition du COS sur un sinistre. Elle peut être amenée à effectuer des missions logistiques ou de guidage selon les besoins.

### ADCCFF Vaucluse
L'ADCCFF84 désigne l'Association Départementale des Comités Communaux Feux de Forêts (Réserves Communales de Sécurité civile) de Vaucluse. L'association départementale regroupe 1 100 bénévoles répartis dans 68 CCFF.
Durant la saison 2017, les équipes ont totalisé plus de 10 300 heures de patrouille. Ils ont alerté une centaine de fois les sapeurs-pompiers concernant des fumées suspectes.
Les bénévoles sont intervenus sur environ cinquante départs de feu.

### ADCCFF Hérault - RCSC
L'ADCCFF34 - RCSC désigne l'Association Départementale des Comités Communaux Feux de Forêts (Réserves Communales de Sécurité civile) de l'Hérault. L'association départementale créée en 1987 regroupe 920 bénévoles répartis dans environ 40 CCFF-RCSC.
L'ADCCFF34 possède un PC radio basé à Prades-le-Lez afin de coordonner les équipes sur le terrain et de recevoir les alertes.

### ADCCFF Alpes-Maritimes
L'ADCCFF06 - RCSC désigne l'Association Départementale des Comités Communaux Feux de Forêts (Réserves Communales de Sécurité civile) des Alpes-Maritimes. L'association départementale compte plus de 200 bénévoles répartis dans environ 23 CCFF-RCSC.
L'association dispose de relais radio (PC "Oscar") et propose des formations départementales.

### ADCCFF Aude
L'ADCCFF11 - RCSC désigne l'Association Départementale des Comités Communaux Feux de Forêts (Réserves Communales de Sécurité civile) de l'Aude. L'association départementale créée fin 1999 compte 650 bénévoles sur une vingtaine de communes. Elle arme durant la saison 25 patrouilles. Dans Aude, il faut être majeur pour rejoindre les CCFF.

### ASA de DFCI
En Nouvelle-Aquitaine et en Lozère, DFCI gère l'équivalent du CCFF. Les propriétaires forestiers côtisent (quelques euros par hectare) auprès de la DFCI, qui regroupe 4 Unions départementales en Aquitaine, à savoir la Dordogne, la Gironde, les Landes et le Lot-et-Garonne, lesquelles rassemblent plus du 200 Associations syndicales autorisées, qui enregistrent plus de 2 500 bénèvoles.
Ces syndicats sont animés par des sylviculteurs qui ont pour but la prévention des feux de forêts, notamment par la mise en valeur de la forêt (construction et entretien d'infrastructures telles que des ponts, points d'eau, pistes).
Les ASA obtiennent des subventions par le biais de la DDT(M).

### ADCCFF Corse
L'ADCCFF2B - RCSC désigne l'Association Départementale des Comités Communaux Feux de Forêts (Réserves Communales de Sécurité civile) de Haute-Corse. L'association départementale compte plus d'une centaine de réservistes communaux. Elle arme durant la saison plusieurs patrouilles, dont des véhicules légers de première intervention.
De plus en plus de comités voient également le jour en Corse du Sud.